# Valerij Grigorjevics Korzun
Valerij Grigorjevics Korzun (oroszul: Валерий Григорьевич Корзун) (Oroszország, Rosztovi terület, Krasznij Szulin, 1953. március 5. –) szovjet/orosz űrhajós, az orosz légierő ezredese.

## Életpálya
1974-ben diplomázott a kacsinszki katonai repülési pilótaiskolán. Szolgálati ideje alatt pilóta, első pilóta, repülési szekcióvezető, majd századparancsnok I. osztályú pilóta, 1473 órát repült, 4 repülőgép típussal. 377 ejtőernyős ugrást hajtott végre. 1987-ben Jurij Gagarin Katonai Repülőakadémián szerzett magasabb parancsnoki diplomát. 1987. március 26-tól részesült űrhajóskiképzésben. Összesen 381 napot, 15 órát, 41 percet és 49 másodpercet töltött a világűrben. 4 alkalommal végzett külső szerelést, összesen 22 órát és 20 perc időtartammal. Űrhajós pályafutását 2003. szeptember 9-én fejezte be, mert a kiképző központ parancsnoka lett. 2011-től tanácsadóként teljesít szolgálatot.

## Űrrepülések
- Szojuz TM–24 fedélzetén parancsnokként indult a Mir űrállomásra, ahol az első francia orvos űrhajósnővel, Claudie Haignerével a 22. hosszú távú legénység tagjai lettek.
- STS–111, az  Endeavour űrrepülőgép 2002. június 5-én az Nemzetközi Űrállomásra (ISS) szállított hosszú távú legénységet – az űrállomás parancsnoka lett, valamint a Canadarm2 robotkar első részét, ami a külső szereléseket, teheremeléseket segíti.

### Tartalék legénység
- STS–105, a Discovery űrrepülőgép tartalék parancsnoka, az egység 2001. augusztus 10-én indult, az ISS-re szállított hosszú távú csere legénységet.

## Kitüntetések
- Megkapta az Oroszországi Föderáció hőse kitüntető címet.
- A francia Becsületrend tulajdonosa.
- A NASA-orosz űrrepülő emlékérem birtokosa.